# 李嘉誠基金
李嘉誠基金（レイ・カーセンききん, Li Ka Shing Foundation）とは、実業家李嘉誠によって設立された、香港を本部とする民間財団。世界ではビル&メリンダ・ゲイツ財団に次いで大きな財団である。

## 第三の息子
李嘉誠はこの財団を「第三の息子」とみなしており、彼の資産の三分の一をこの慈善事業に投じると約束した。彼は他のアジアの起業家たちにも、同様の慈善活動を期待している。

## 三つの方向性
- アジアにおいて、新しい慈善文化を育むことを奨励
- 前向きで持続可能な変化をもたらす、パラダイムシフトを生み出すための教育改革
- 健康的な世界を創造する、医学研究とサービスの支援

## 主な贈与
現在までに財団は、約145億香港ドル（18.6億米ドル）の慈善寄付を行っている。おおよそ90%は、中華圏における教育改革イニシアチブおよび医療サービスの支援であった。